# 土曜なのにぶら金
『土曜なのにぶら金』（どようなのにぶらきん）は、2019年4月6日からテレビ宮崎で毎週土曜 12時00分 - 12時30分に放送されている宮崎県のローカルワイド番組である。